# Les Estables
Les Estables ist eine französische Gemeinde mit 318 Einwohnern (Stand: 1. Januar 2022) im Département Haute-Loire in der Region Auvergne-Rhône-Alpes (vor 2016 Auvergne); sie gehört zum Arrondissement Le Puy-en-Velay und zum Kanton Mézenc. Die Einwohner werden Establains genannt.

## Geografie
Die Gemeinde Les Estables liegt an der Quelle der Gazeille im Zentralmassiv am Fuß des 1753 m hohen Mont Mézenc und an der Grenze zum Département Ardèche, etwa 28 Kilometer ostsüdöstlich von Le Puy-en-Velay. Umgeben wird Les Estables von den Nachbargemeinden Moudeyres im Nordwesten und Norden, Saint-Front im Norden, Chaudeyrolles im Nordosten, Les Vastres im Osten, Saint-Clément im Südosten, Chaudeyrolles im Süden, Saint-Front im Südwesten und Westen sowie Champclause im Nordwesten.
Im Gemeindegebiet liegt die Skiregion Le Mézenc.

## Bevölkerungsentwicklung
| Jahr                       | 1962 | 1968 | 1975 | 1982 | 1990 | 1999 | 2010 | 2020 |
| Einwohner                  | 595  | 526  | 480  | 350  | 312  | 325  | 344  | 319  |
| Quellen: Cassini und INSEE |      |      |      |      |      |      |      |      |

## Sehenswürdigkeiten

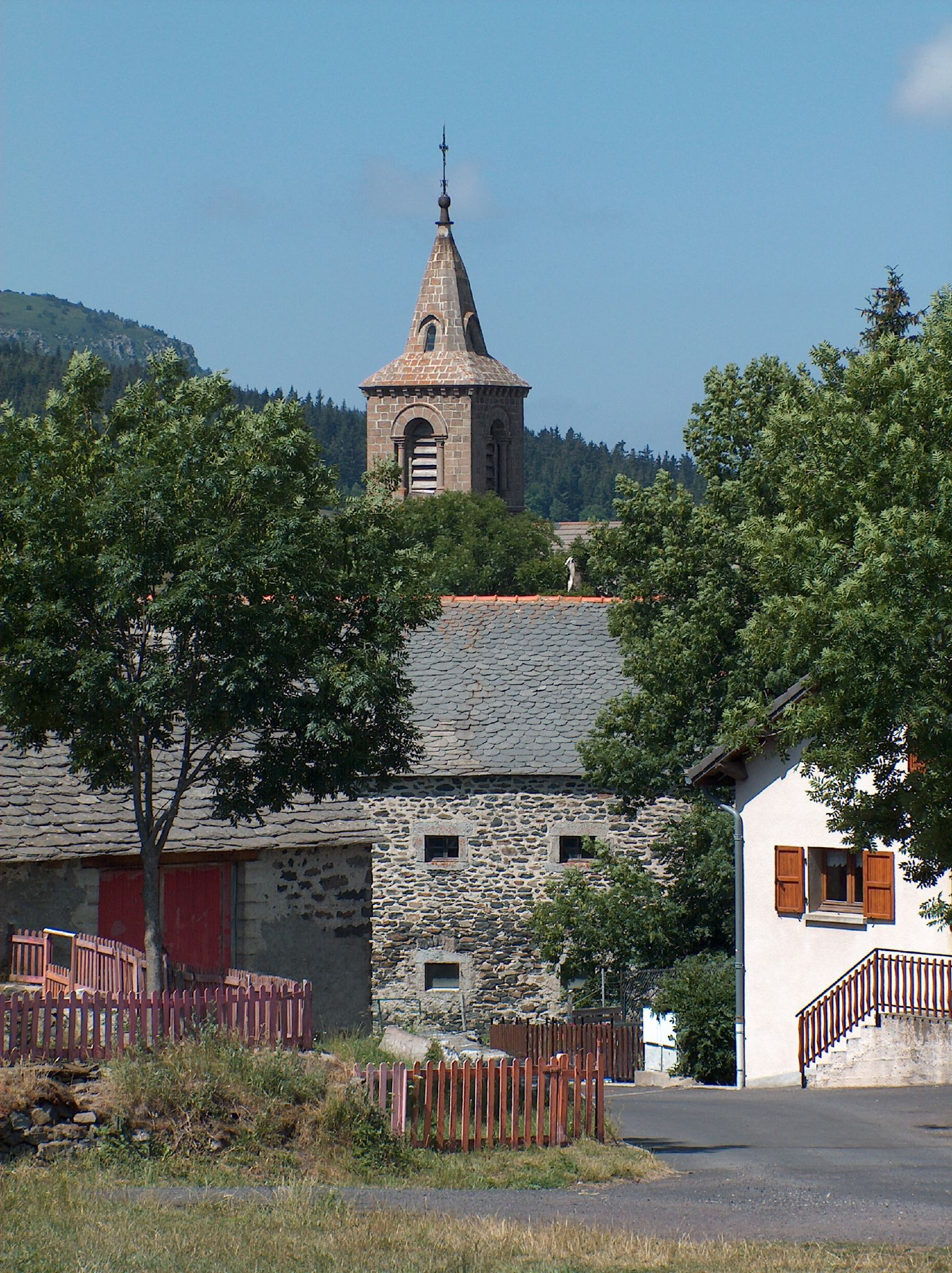
Turm der Kirche Saint-Philibert

- Kirche Saint-Philibert

## Persönlichkeiten
- Jacques-Antoine de Chambarlhac de Laubespin (1754–1826), Divisionsgeneral